# Microrégion de Santos
La microrégion de Santos est l'une des sept microrégions qui subdivisent la mésorégion métropolitaine de São Paulo de l'État de São Paulo au Brésil.
Elle comporte 6 municipalités qui regroupaient 1 469 926 habitants en 2010 pour une superficie totale de 1 354 km².

## Municipalités[1]
- Bertioga
- Cubatão
- Guarujá
- Praia Grande
- Santos
- São Vicente